# Raiarctus
Genre
Raiarctus est un genre de tardigrades de la famille des Styraconixidae. 

## Liste des espèces
Selon Degma, Bertolani et Guidetti, 2016 :
- Raiarctus aureolatus Renaud-Mornant, 1981
- Raiarctus colurus Renaud-Mornant, 1981
- Raiarctus jesperi Jørgensen, Boesgaard, Møbjerg & Kristensen, 2014
- Raiarctus katrinae Jørgensen, Boesgaard, Møbjerg & Kristensen, 2014
- Raiarctus variabilis D’Addabbo Gallo, Grimaldi de Zio & Morone De Lucia, 1986

## Publication originale
- Renaud-Mornant, 1981 : Raiarctus colurus n. g., n. sp., et R. aureolatus n. sp., tardigrades (Arthrotardigrada) marins nouveaux de sédiments calcaires. Bulletin du Muséum National d'Histoire Naturelle Section A Zoologie Biologie et Écologie Animales, vol. 3, no 2, p. 515-522.